# Sophie Mützel
Sophie Mützel (* 30. November 1971 in Berlin) ist eine deutsche Soziologin.

## Leben
Sie besuchte die Goethe-Oberschule in ihrer Geburtsstadt Berlin. Danach studierte sie Politikwissenschaften an der University of California, Berkeley (1993 B.A. in Politikwissenschaften) und Soziologie an der Cornell University (1998 M.A. in Soziologie). 2002 wurde sie an der Columbia University in Soziologie promoviert mit einer Dissertation über den Journalismus in der Zeit der Verlegung des deutschen Regierungssitzes von Bonn nach Berlin. 2017 folgte ihre Habilitation an der Humboldt-Universität zu Berlin mit der Schrift Marktes and Stories.
Mützel war unter anderem als Wissenschaftliche Assistentin an der Humboldt-Universität zu Berlin (2003–2008) und Universitätsprofessorin am Institut für Soziologie der Universität Wien (2011–2012) tätig. Von 2009 bis 2013 arbeitete sie als Wissenschaftliche Mitarbeiterin und Projektleiterin am Wissenschaftszentrum Berlin für Sozialforschung. Seit Januar 2014 lehrt sie zunächst als Assistenzprofessorin und seit 2017 als Professorin am Soziologischen Seminar der Universität Luzern.
Ihre Forschungsschwerpunkte sind digitale Soziologie, sozialwissenschaftliche Netzwerkanalyse, Mediensoziologie, Wirtschaftssoziologie, Kultursoziologie, Wissenschafts- und Techniksoziologie, soziologische Theorie und textanalytische Verfahren.
Mützel ist verheiratet und hat zwei Kinder.

## Schriften (Auswahl)
- mit Walter Kahlenborn, Meinolf Dierkes, Camilla Krebsbach-Gnath und Klaus W. Zimmermann: Berlin – Zukunft aus eigener Kraft. Ein Leitbild für den Wirtschaftsstandort Berlin. Berlin 1995, ISBN 3-927551-43-0.
- Making meaning of the move of the German capital – networks, logics, and the emergence of capital city journalism. Ann Arbor 2002, OCLC 52172288.
- mit Jan Fuhse (Hrsg.): Relationale Soziologie. Zur kulturellen Wende der Netzwerkforschung. Wiesbaden 2010, ISBN 978-3-531-16772-5.